# Jessica Folcker
Jessica Folcker (Täby, 9 luglio 1975) è una cantante svedese.

## Biografia
Suo padre ha origini senegalesi. 
Ha esordito nel 1998 con l'album Jessica, pubblicato appunto con il nome Jessica. In questo album di debutto ha lavorato con Max Martin. Dal secondo album (2005) ha inciso con il nome completo. Nei primi anni di carriera ha collaborato con E-Type, Dr. Alban, Ace of Base e altri artisti. 
Ha avuto successo con i singoli How Will I Know (Who You Are) e Tell Me What You Like tratti dall'album d'esordio (1998).
Nel 2002 ha collaborato con i Bomfunk MC's nel brano (Crack It) Something Going On tratto dall'album Burnin' Sneakers.
Nel 2005 e nel 2006 ha partecipato al Melodifestivalen.
Il secondo disco Dino, uscito nell'ottobre 2000, è stato seguito da På svenska (2005) e Skin Close (2007).

## Discografia
Album studio
- 1998 - Jessica
- 2000 - Dino
- 2005 - På svenska
- 2007 - Skin Close